# Muße
Als Muße bezeichnet man die Zeit, die eine Person nach eigenem Wunsch nutzen kann. Nicht alle Freizeit ist zugleich Muße, da viele Freizeitaktivitäten indirekt von Fremdinteressen bestimmt werden. Die ursprüngliche Bedeutung des Wortes (althochdeutsch „muoza“, mittelhochdeutsch „muoze“) war Gelegenheit, Möglichkeit.

## Antike
Im Sinne von schöpferischer Muße tritt sie bereits – im Gegensatz zur mühevollen Arbeit der einfachen Menschen – in der Antike auf (altgriechisch σχολή – vgl. Schule – gegenüber άσχολΐα oder πόνος, lat. otium gegenüber negotium). Das Bedeutungsspektrum von σχολή reicht hierbei von Muße, Ruhe über Studium und Schule bis hin zu Verzögerung und Langsamkeit, deren Beraubung in der ά-σχολΐα (vgl. Alpha privativum) etwa der Sklavenarbeit zum Ausdruck kommt. Aristoteles schreibt: „ἀσχολούμεθα γὰρ ἵνα σχολάζωμεν …“ (Wir arbeiten, um Muße zu haben …). So prägte beispielsweise Cicero den Begriff otium cum dignitate (mit wissenschaftlicher und philosophischer Betätigung verbrachte „würdevolle Muße“ in Zurückgezogenheit (De Oratore I,1f.)).

## Mittelalter bis heute
Während die Denker der Antike die Muße mit ihren charakterbildenden und kreativen Möglichkeiten für wertvoll hielten – der Lebenskünstler als Gegenbegriff zum Sklaven –, war acedia (zumeist mit „Trägheit“ übersetzt) eines der sieben Hauptlaster im europäischen Mönchtum. Der Protestantismus hat Beruf und Arbeit hochgehalten und sich gegen jeden Müßiggang gewandt („Müßiggang ist aller Laster Anfang“). Die protestantische Ethik ist so nach Max Weber zu einer wesentlichen Grundlage des Frühkapitalismus geworden. Ihr Einfluss veränderte sich mit der Kommerzialisierung der Freizeit.
Heute wird vorwiegend betont, sich Muße zur Gesundheitsförderung zu gönnen, etwa im Sinne von Erholung (neudeutsch „Chillen“), mittels Meditation, mit zusätzlicher Quality time, im Rahmen der Wellness-Bewegung oder durch Praktizieren eines einfacheren Lebensstils.

## Muße als Forschungsgegenstand
Die Muße ist seit einigen Jahrzehnten Gegenstand der Forschung. Die Literaturwissenschaftlerin Gisela Dischner beschäftigt sich seit mehr als 30 Jahren mit der „Theorie des Müßiggangs“ („freie bewusste Tätigkeit“); mehrere von ihr verfasste Bücher (u. a. Wörterbuch des Müßiggängers (2009), Liebe und Müßiggang (2011)) sind erschienen. Die Journalistin, Initiatorin des Projekts „Muße-Kunst“, Gerlinde Knaus, untersuchte 2002 in ihrer Diplomarbeit „Muße – ein männliches Vorrecht? Die Theorie des Müßiggangs: Der Traum vom Subversiven in der Pädagogik“ (Erziehungs- und Bildungswissenschaften an der Karl-Franzens-Universität Graz) auf Basis der „Theorie der Müßiggangs“ von Gisela Dischner den „weiblichen Müßiggang“. Knaus entwickelte auf diesen theoretischen Grundlagen ein Seminar mit dem Titel „Muße-Kunst“, das sich speziell an Frauen richtet und im Bildungshaus St. Virgil in Salzburg mehrmals an mehrtägigen Seminaren praktisch und experimentell umgesetzt wurde (2005–2009).
2013 wurde an der Universität Freiburg im Breisgau ein DFG-geförderter Sonderforschungsbereich zu dem Thema Muße eingerichtet, welcher versucht, das Phänomen der Muße aus verschiedenen Perspektiven aufzuarbeiten. Ein Schwerpunkt der ersten vier Jahre des SFB (2013–2016; Förderphase 1) bestand darin, Muße als Konzept aus philologisch-philosophischen Blickwinkeln zu fassen, bspw. anhand der Bedeutung der Muße für die autobiographische Reflexion und für das literarische Erzählen. In den zweiten vier Jahren (2017–2020; Förderphase 2) wurde das Untersuchungsfeld geöffnet und beinhaltet nun auch Forschungsprojekte aus Forstwissenschaft, Geografie oder Psychologie.